# Детонатор (фильм, 2004)
«Детонатор» (англ. Primer, в русском переводе также «Руководство», что ближе к смыслу фильма) — американский фильм 2004 года, научно-фантастическая драма о случайном открытии способа путешествия во времени и связанных с этим парадоксах и этических проблемах. Дебютный фильм Шейна Кэррута, математика по образованию, снятый при минимальном бюджете. Несмотря на сложность для понимания (профессиональные диалоги на физические темы намеренно не были упрощены режиссёром), фильм завоевал ряд призов, прошёл в США в ограниченном прокате и получил культовый статус.

## История
Математик по специальности, работавший инженером, Кэррут специально изучал физику в ходе написания сценария, поскольку хотел, чтобы диалоги героев звучали профессионально. Он также намеренно не стал упрощать терминологию и делать поясняющие отступления.
Фильм был снят за пять недель на окраинах Далласа. Постпродакшн занял два года.
Съёмочная группа состояла из пяти человек, причём сам Кэррут был продюсером, режиссёром, сценаристом, художником-постановщиком, монтажёром и композитором. Он также исполнил главную роль Аарона. В ролях были заняты в основном знакомые и члены семьи, а не профессиональные актёры.
Бюджет фильма составил 7 тысяч долларов, потраченных главным образом на киноплёнку. Из-за ограниченного бюджета плёнку приходилось экономить, поэтому лишних дублей не было. По признанию автора, всего отснято было 80 минут, окончательная версия фильма стала на две минуты короче. Не вошла в фильм сцена, в которой Эйб принимал лекарство от диабета.
Фильм был показан на фестивале «Санденс» в 2004 году, где завоевал гран-при. Там же его увидел представитель дистрибьютерской компании THINKFilm, с которой в дальнейшем Каррут вёл долгие переговоры о распространении фильма. В итоге фильм заработал $424 760.
Отзывы критиков о фильме были в основном положительными: по данным сайта Metacritic он получил среднюю оценку 68 из 100, а по данным Rotten Tomatoes 72 % отзывов были одобрительными. Редакция сайта включила этот фильм в список лучшей фантастики «для думающих людей».

## Сюжет
Четыре инженера, работающие на крупную корпорацию (Аарон, Эйб, Роберт и Филип), в свободное время встречаются в гараже Аарона, где изготовляют и продают устройства JTAG. Они хотят проводить независимые научные разработки, которые в будущем смогут привлечь значительное финансирование.
После обсуждения своих дальнейших планов Аарон и Эйб начинают работать над аппаратом, который бы уменьшал вес объекта. Им удаётся построить подобный аппарат, однако тот имеет неожиданный побочный эффект: часы в аппарате показывают, что времени там проходит в 1300 раз больше, чем в реальности. Эйб предполагает, что этот эффект связан с перемещением во времени, и строит камеру большего размера, в которую может влезть человек. В ней он путешествует назад в начало того же дня и сообщает Аарону важную новость о своём открытии.

Схематическое изображение перемещения по времени

Аарон и Эйб снимают на складах специальное помещение, где строят большую камеру для перемещений. Они проводят серию путешествий во времени, пытаясь понять, как это происходит. Возвращение во времени назад позволяет им также играть на бирже, зарабатывая деньги. Затем они сооружают в той же комнате вторую камеру, чтобы путешествовать могли оба. При этом они пытаются не встретиться со своими двойниками из прошлого, которые возникают с каждым путешествием в камере.
Неожиданно друзья обнаруживают впавшего в кому Томаса Грейнджера, отца Рейчел — девушки Эйба. Они понимают, что Томас воспользовался их камерой, но не понимают, каким образом он её обнаружил. Считая, что путешествия во времени становятся слишком опасными, Эйб пытается вернуться в прошлое до момента своего первого путешествия, чтобы предотвратить его. Для этого он пользуется «запасной» камерой, сделанной им тайно для экстренного случая. Вернувшись на четыре дня, Эйб приходит к Аарону и теряет сознание. Затем Аарон рассказывает ему, что он нашёл запасную камеру Эйба и сам воспользовался ей, чтобы контролировать ситуацию, а затем сделал фальшивую камеру, чтобы Эйб не смог раскрыть замысел Аарона. Аарон несколько раз путешествовал во времени, записывая на магнитофон разговоры, чтобы потом точно воспроизводить их. Он также встретил своего собственного двойника из другого времени, который рассказал ему о том, что на вечеринке один из гостей попытается выстрелить в Рейчел.
Аарон и Эйб путешествуют во времени в день покушения и предотвращают его. Однако их дружба разрушена различным отношением к путешествиям во времени. Эйб хочет попытаться предотвратить первое путешествие, вернувшись и испортив камеры, чтобы «прошлые» Аарон и Эйб решили, будто их эксперимент не удался, и отступили от него.
В последней сцене Аарон с рабочими строит нечто, что может оказаться очередной огромной камерой для путешествий.

## В ролях
- Шейн Кэррут — Аарон
- Дэвид Салливан — Эйб (Абрам)
- Кейси Гуден — Роберт
- Ананд Упадхайя — Филип
- Саманта Томпсон — Рейчел Грейнджер
- Чип Кэррут — Томас Грейнджер

## Название
Название фильма означает «учебное пособие, руководство, вводный курс», а кроме того ассоциируется с идеей первенства, главенства (важной для героев в связи с тем, что они оказываются одними из многих двойников, живущих в параллельных вариантах времени). В интервью по случаю выхода фильма на DVD в 2005 году Шейн Кэррут так объяснил название фильма:

Прежде всего, для меня эти парни — полностью сложившиеся учёные, однако невежды в этическом плане. Раньше у них никогда не было причин задаваться этическими вопросами. Поэтому, когда они обнаруживают это устройство, они в полной растерянности. Первое, что они делают, это зарабатывают с его помощью деньги. Они не обсуждают этическую проблему изменения своей личности в прошлом. Так что тут они дети, они фактически как детишки из подготовительной школы. Естественно было назвать это учебником (англ. primer) или уроком. И потом ещё та сила, которую они приобретают при использовании устройства, она оказывается чуть ли не хуже смерти. Поставить кого-то в такие условия, когда они не уверены, что они что-то контролируют. Они уже не находятся впереди, а живут в чьём-то прошлом, будучи там второстепенными. И самое важное — это почувствовать, что ты впереди всех, быть главным (англ. prime) или главнее (англ. primer). Я совершенно точно никогда не хотел заявлять об этом в фильме, но это послужило основой.
Оригинальный текст (англ.) First thing, I saw these guys as scientifically accomplished but ethically, morons. They never had any reasons before to have ethical questions. So when they're hit with this device they're blindsided by it. The first thing they do is make money with it. They're not talking about the ethics of altering your former self. So to me, they're kids, they're like prep school kids basically. To call it a primer or a lesson was the easy way to go. And then there's also this power they have in using the device is something almost worse than death. To put someone else in the position where they're not sure they're in control of anything. They're not in the front of the line anymore and they're living in someone's past, to be secondary in that world. The thing that is most important is to feel like you're at the front of the line, to be prime or primer. I definitely never wanted to say that in the film, but that's where it comes from.

## Награды
- 2004: Гран-при, Кинофестиваль «Санденс»[12].
- 2004: Премия имени Альфреда Слоуна (за произведения, связанные с наукой и техникой), Кинофестиваль «Санденс»[12].
- 2004: Лучший режиссёр (Шейн Каррут), Кинофестиваль в Нантакете[13].
- 2005: Лучший фильм, Фестиваль фантастического кино в Лондоне[14].